# Izokosma
Izokosma (izo + gr. kósmos = „świat”) – izolinia na mapie łącząca punkty o tym samym natężeniu promieniowania kosmicznego, czyli promieniowania złożonego, zarówno korpuskularnego, jak i elektromagnetycznego, docierającego do Ziemi z otaczającej ją przestrzeni kosmicznej.